# Bonner Personen Schiffahrt

Logo

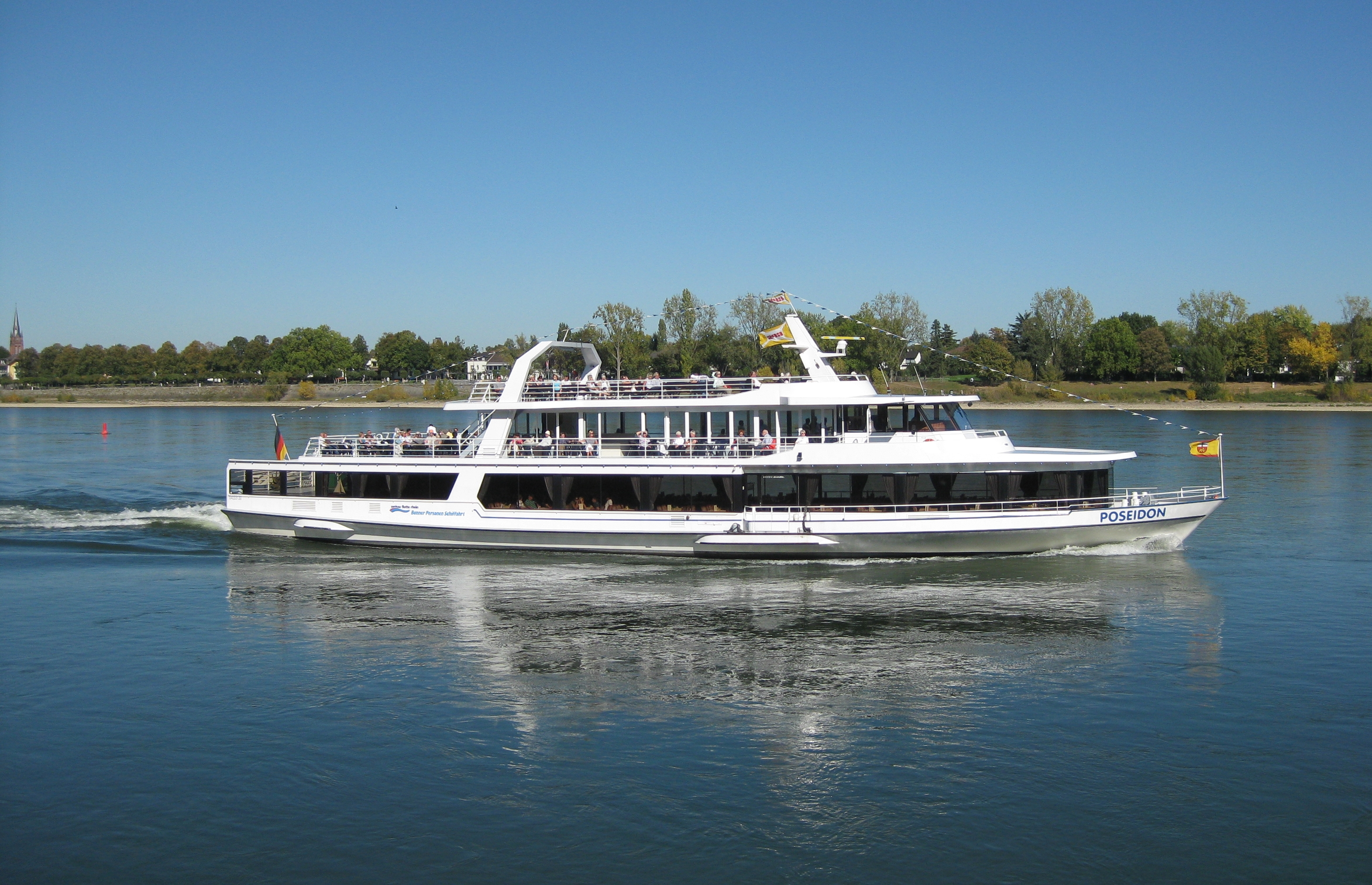
BPS-Personenschiff Poseidon

Die Bonner Personen Schiffahrt e.G. (kurz: BPS) ist ein Bonner Schifffahrtunternehmen.

## Geschichte

### Anfänge
Die Personenbeförderung der Bonner Schiffer lässt sich bis zum Anfang des 20. Jahrhunderts zurückverfolgen. In jener Zeit wurden Fahrgäste teils noch mit Nachen befördert. In der Folge lösten Dampfschiffe die benzingetriebenen kleinen Motorboote ab. Bereits seit 1911 ist aktenkundig, dass einzelne Schiffseigner einen gemeinsamen Fahrplan aufstellten und nach einem einheitlichen Tarif fuhren. Bedingt durch die Ereignisse des Ersten Weltkrieges dauerte es jedoch noch bis 1929, ehe sich die ortsansässigen Schiffseigner zu einer Genossenschaft zusammenschlossen. Die Gründung der BPS, zunächst als Bonner Motorschiffahrt eGmbH geführt, erfolgte mit der Eintragung in das Genossenschaftsregister am 25. April 1929 unter Registernummer: 325a.

### Bonner Motorschiffahrt eGmbH
Auf Initiative von Herrn Josef Schmitz sen. schlossen sich die Herren Josef Schmitz sen., Jakob Krahe, Peter Hei, Jean Richarz, Karl Käufer, Josef Schmitz jun. und Clemens Schmitz unter der Firma Bonner Motorschiffahrt eGmbH zu einer Fahrgemeinschaft zusammen. Die Gründung der Gesellschaft im Jahre 1929 fiel noch in die Zeit der Goldenen Zwanziger Jahre. Eine rege Neubautätigkeit führte die Personenschifffahrt aus den Anfängen heraus. Es gab jedoch noch Probleme mit der Technik, wie folgende Anekdote wiedergibt:
Heinrich Streng, Kapitän auf dem Schiff Filia Rheni (I), hatte eine Gesellschaft nach Koblenz zu bringen. Vor jeder Fahrt verbrachte er die halbe Nacht damit, den Motor wieder flott zu bekommen – das Schiff war mit einem der ersten schnelllaufenden Dieselmotoren ausgerüstet, die im Schifferjargon „Höllenmotoren“ genannt wurden und sich durch eine hohe Reparaturanfälligkeit auszeichneten. Um zum Gelingen der aus dem Bonner Bereich führenden Tagesfahrten beizutragen, wohnte die gesamte Schiffsbesatzung der ersten Frühmesse in der Stiftskirche bei, um gewissermaßen den Segen Gottes zu erbitten. Weiterhin wurde die Schiffsbesatzung um einen Mann verstärkt. – Auch heute gehört ein Ritual vor Antritt der Fahrt zur Binnenschifffahrt: drei Gruppen von Glockenschlägen werden geläutet, die „In Gottes Namen“ bedeuten.

### Zweiter Weltkrieg und Wiederaufbau
Der Zweite Weltkrieg bereitete der Personenschifffahrt ein jähes Ende, die meisten Gesellschafter mussten in den Krieg ziehen. Anfangs konnte zwar noch mit den älteren Binnenschiffern notdürftig ein Ausflugsverkehr aufrechterhalten werden, jedoch kam dieser spätestens 1942 durch die ständigen Fliegerangriffe zum Erliegen. Diejenigen Schiffe, die nicht für Kriegszwecke eingesetzt oder im Bombenhagel versenkt wurden, wurden durch die zurückweichenden deutschen Truppen absichtlich geflutet und zerstört. 1945 waren alle Schiffe und Betriebsanlagen unbrauchbar und teils vernichtet. Die aus der Gefangenschaft heimkehrenden Gesellschafter hatten jedoch den Willen zum Wiederaufbau.
Die Bergung der versenkten Schiffe begann unmittelbar nach dem Krieg. Unter schwierigsten Bedingungen – es gab praktisch keine Hebefahrzeuge, Schiffswerften und Motorenfabriken (Werke) waren zerstört oder demontiert – wurden zunächst die kleinen Schiffe Eva Maria, Beethoven, Rheinland und Roland notdürftig repariert und in Fahrt gesetzt. Die Bonna wurde von der belgischen Besatzungsmacht freigegeben. Kurzzeitig wurden einige Schiffe als Fähren in Köln und Bonn eingesetzt, um hier den Personenverkehr wegen der zerstörten Rheinbrücken zu bewältigen. Schon 1949 lief von der ehemaligen Schiffswerft Oberkassel mit der Martha der erste Neubau vom Stapel. Dieses 180 Personen fassende Schiff wurde noch in genieteter Ausführung gebaut, weist aber aufgrund seiner Bauweise auf eine neue Entwicklung hin: Das Schiff hatte ein Sonnendeck, das bezüglich seiner Schiffsgröße etwas Außergewöhnliches darstellte. In den folgenden Jahren bis 1954 kamen die größeren Schiffe Verona, Brunhilde, Stadt Bonn und Filia Rheni bereits vollkommen modernisiert zum Einsatz.

### Kommunale Verkehrsträger drängen aufs Wasser
Die durch Kriegseinwirkung kaum wiederaufgebaute Personenschifffahrt trat 1955 ins öffentliche Interesse. Presseberichten zufolge beabsichtigen die kommunalen elektrischen Bahnen, eigene Personenboote auf die Strecke Bonn – Bad Honnef einzusetzen. Schließlich wurde jedoch entschieden, diesen Betriebszweig weiterhin dem privaten Gewerbe zu überlassen. In einer Bonner Tageszeitung findet sich am 1. April 1955 – als Aprilscherz glossiert – eine Fotomontage eines Triebwagens der elektrischen Bahn, der zwischen Bonn und Königswinter über den Rhein gleitet. Die Flotte der BPS zählte inzwischen 12 Schiffe zwischen 150 und 500 Personen Fassungsvermögen mit einer Gesamtkapazität von 3522 Personen.

### Ausbau der Flotte

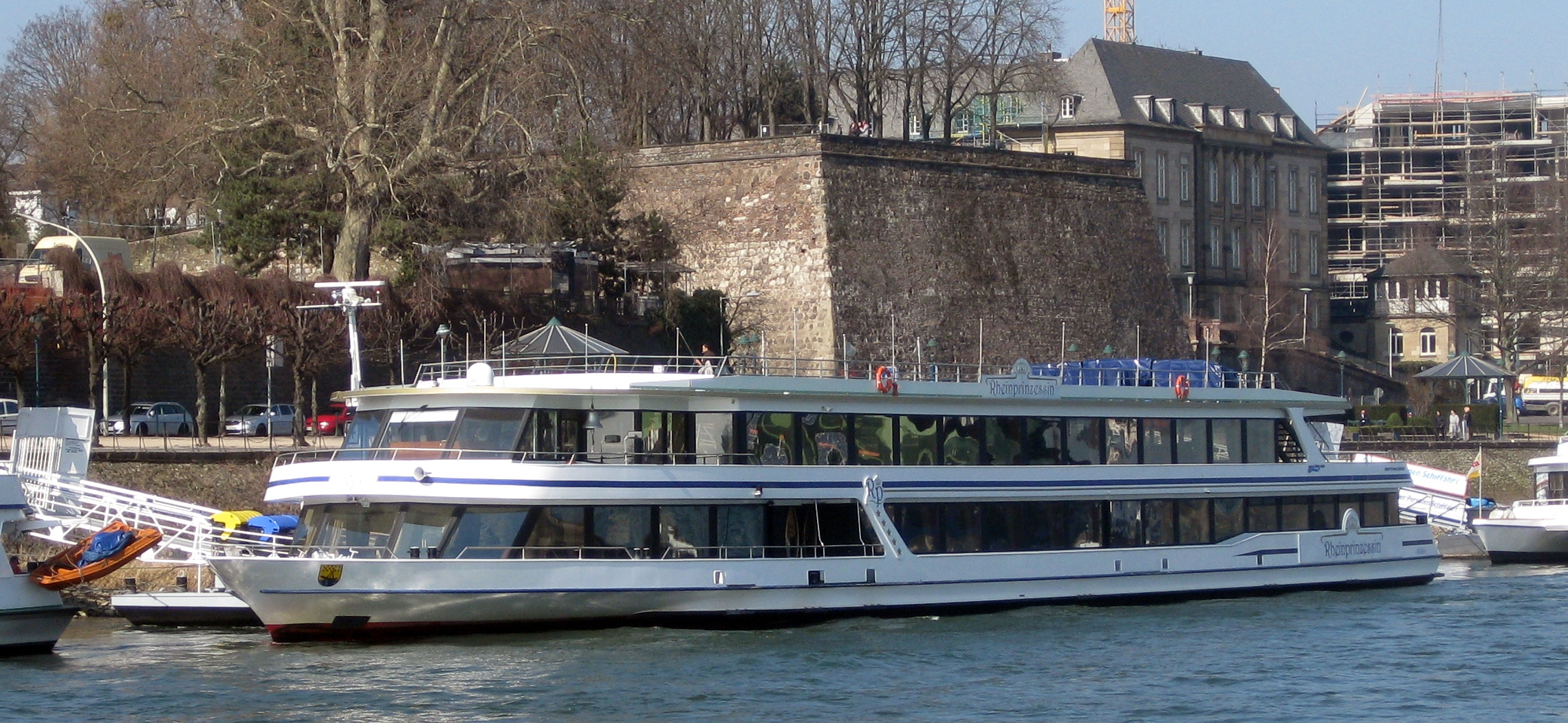
Rheinprinzessin

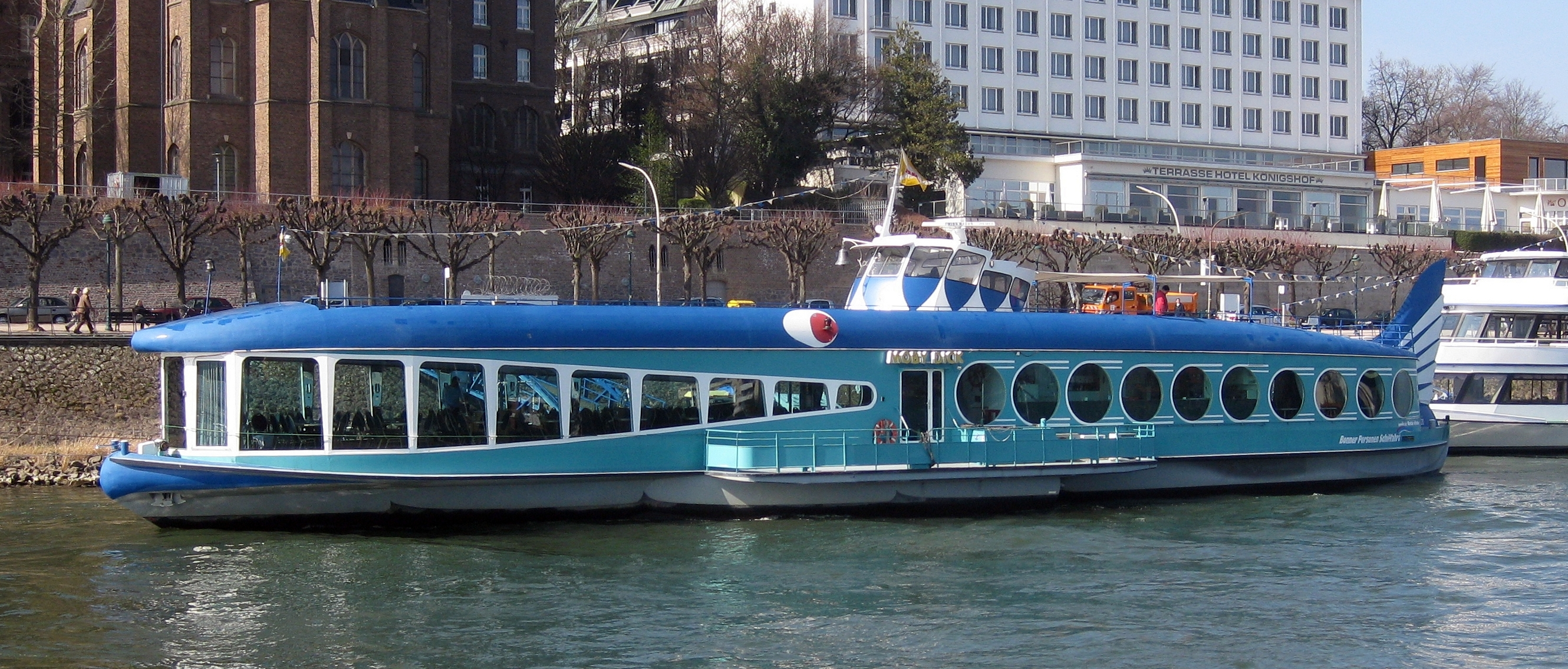
Moby Dick

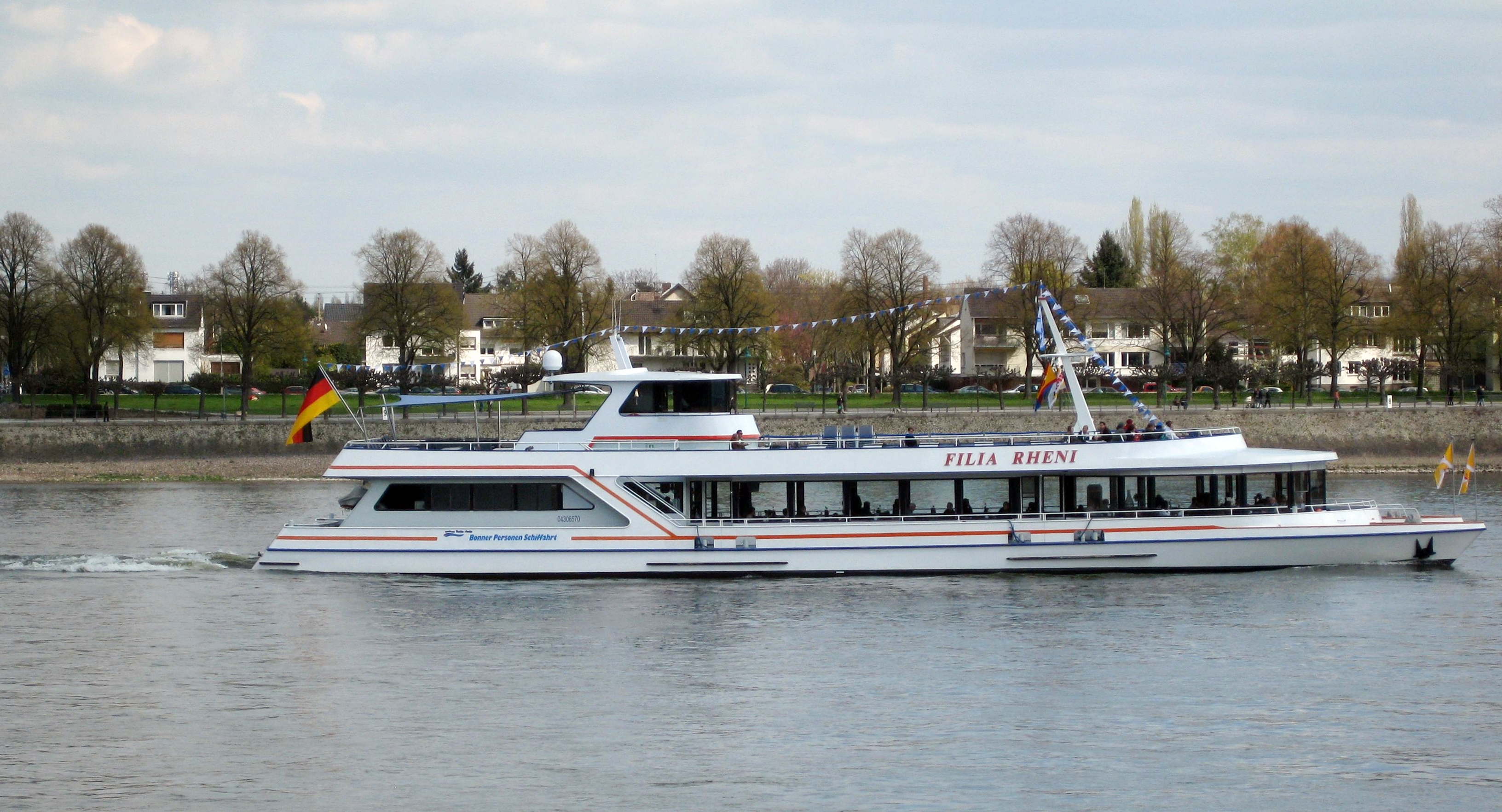
Filia Rheni

Die Entwicklung vom Benzinmotor-Boot für 20 Personen zum Fahrgastschiff für 600 Personen zeugt von der Expansion des Familienunternehmens, das heute in der vierten Generation betrieben wird. Insbesondere in der Nachkriegszeit setzte eine rege Bautätigkeit ein. In den 1960er-Jahren wurde ein Schiffstyp mit großräumigen Salons und Sonnendecks entwickelt. Parallel dazu wurde das Augenmerk auf den Ausbau einer leistungsfähigen Gastronomie gelegt. 1976 und 1979 wurden mit dem Schiff in Form eines Wals, nämlich Moby Dick, und der River Lady, einem Schiff im Mississippidampfer-Design, neue Wege beschritten. Seit 1949 wurden neun größere Umbauten durchgeführt und vierzehn Neubauten in Dienst gestellt.
Heute werden unter der Flagge der BPS die folgenden Fahrgastschiffe eingesetzt werden (Stand 2021):
- Rheinprinzessin
- Moby Dick
- Filia Rheni (II)
- Poseidon

Der Katamaran Filia Rheni wurde im Jahr 1989 in Mondorf in der Lux-Werft gebaut und war der erste Fahrgast-Katamaran auf dem Rhein. Seit dem Jahr 2002 ist die BPS Mitglied im Verbund Weisse Flotte Rhein (WFR).
Alle Schiffe der BPS fahren seit April 2018 mit einem synthetischen GtL-Kraftstoff, bei dessen Verbrennung weniger Schadstoffe als bei der Verbrennung von Dieselkraftstoff entstehen.

## Streckennetz
Als regionales Unternehmen folgt die BPS einem saisonal angepassten Linienfahrplan, in dem für den Ausflugsverkehr mit Start in Bonn die Zielstationen Königswinter, Bad Honnef, Unkel, Remagen, Linz am Rhein, Bad Breisig, Andernach, Koblenz, Winningen, Braubach, Boppard und St. Goarshausen angefahren werden. Die Stationen zwischen Bonn und Linz werden mehrfach täglich bedient. Die Tagesausflugsfahrten zur Mosel, nach Boppard und an die Loreley an bestimmten Tagen in der Woche, sind seit den 1950er Jahren fester Bestandteil des Fahrplans und erfreuen sich großer Beliebtheit. Das Abendfahrtenprogramm entwickelte sich aus den romantischen Mondscheinfahrten um die Insel Nonnenwerth zu den Tanzpartys, Mottofahrten oder kulturellen Highlights in Verbindung mit der Schifffahrt auf dem Rhein. Die BPS-Flotte bietet auch Sonderfahrten für Vereine, Gesellschaften und Schulen von und zu allen Rhein- und Moselstationen auf den Strecken zwischen Duisburg, Mainz und Cochem an. Dieses Segment gewinnt zunehmend an Bedeutung.